# Shining Star (Bebe Rexha)
Shining Star è un brano musicale della cantautrice statunitense Bebe Rexha, pubblicato il 22 giugno 2018 come quarta traccia del suo album in studio di esordio Expectations dall'etichetta discografica Warner Bros. Records. Il lyric video ufficiale della canzone è stato pubblicato il 2 luglio 2018 per mezzo del canale YouTube della cantante.
Il 14 giugno 2018 Bebe ha eseguito il brano dal vivo per la prima volta durante l'evento On the Record organizzato a New York in collaborazione con Apple Music.

## Composizione e pubblicazione
Shining Star è una canzone pop con influenze derivate dalla musica latina e, in particolare, dalla salsa dalla durata esatta di tre minuti e sei secondi. Il brano è stato scritto da Bebe Rexha stessa, Lauren Christy, Jacquetta Singleton, Scott Carter, Alexander Prawl e Dre Pinckney mentre della sua produzione si sono curati Pinckney, Robot Scott e Ali Payami. Ha una frequenza di 130 battiti per minuto ed è scritta in chiave di si minore.
Il testo di Shining Star racconta di una coppia formata da un uomo altruista, generoso, amorevole e colto e una donna pericolosa, dai "sogni distorti", talvolta egoista e fuori di testa che si è resa insensibile per poter non provare nulla, verso la quale il partner nutre però un sentimento talmente forte e profondo da riuscire a superare le difficoltà della loro relazione. Infatti Bebe illustra i due protagonisti di questa storia come completamente diversi, come fuoco e acqua, luce e oscurità, pericolo e sicurezza e pertanto la loro relazione in teoria non dovrebbe funzionare ma in qualche modo ci riesce, similarmente alla canzone Why di Sabrina Carpenter. Il brano, la canzone preferita della Rexha tra le tracce di Expectations, può essere considerato come una risposta dal punto di vista dell'uomo a un altro pezzo di Bebe Rexha, I'm a Mess.
La canzone comincia con un'introduzione dalla durata di trentatre secondi in cui viene riprodotta una registrazione vocale di Bebe che lavora al brano nel proprio studio musicale con i suoi collaboratori. Alla realizzazione di Shining Star hanno partecipato anche i chitarristi Courus Sheibani, che si occupato dell'intro con la chitarra, e Dernst "D'Mile" Emile II, che invece ha eseguito l'assolo presente nell'outro al termine della canzone.

## Il video musicale
Il 2 luglio 2018, tramite il canale YouTube ufficiale della Rexha, è stato pubblicato il lyric video della canzone, realizzato dalla direttrice creativa Amber Park con l'aiuto dell'artista 3D e visual designer australiano Jason Ebeyer (noto per aver collaborato ad alcuni videoclip dell'album Bloom di Troye Sivan) e Randy Cano e prodotto dall'AP&STUDIO. Il videoclip presenta una versione computerizzata della Rexha che, con addosso un vestito di colore arancione, getta della polvere colorata dal di sopra di una stella a cinque punte fluttuante nel cielo.

## Esibizioni dal vivo
Il 14 giugno 2018 Bebe ha organizzato un concerto dal vivo in collaborazione con Apple Music riservato a un numero limitato di ospiti e spettatori per celebrare l'imminente pubblicazione dell'album che si è tenuto al Terminal 5 di New York City e durante il quale la cantante ha eseguito per la prima volta quattro brani inediti da Expectations (I'm a Mess, Shining Star, Knees e Pillow), oltre ad alcuni dei suoi più grandi successi e Ferrari.

## Accoglienza
Il brano è stato accolto mediamente positivamente dalla critica. In una recensione positiva di Expectations, Riff Magazine ha citato Shining Star come esempio di Bebe Rexha che "si oppone alla via prescritta dalla società e sostiene una vita divergente", aggiungendo che la canzone "illustra la diversità della razza umana nonostante le sue imperfezioni". Dylan Yadav di Immortal ha affermato che il brano "irradia sensualità con il suo riff di chitarra con sfumature spagnole e il suo ritmo incapsulante" e che "crea un'atmosfera molto coinvolgente e a dir poco contagiosa".